# Ciudad Deportiva del Rey Abdalá (Buraidá)
El Estadio Ciudad Deportiva del Rey Abdalá (en árabe: مدينة الملك عبدالله الرياضية) (Estadio Buraidá) es un estadio multiusos ubicado en la ciudad de Buraydah, Arabia Saudita. Lleva el nombre en honor del rey saudí Abdalá bin Abdelaziz. Es utilizado principalmente para la práctica del fútbol y atletismo, siendo utilizado por los clubes Al-Taawoun y Al-Raed, ambos integrantes de la Liga Saudí.